# Explosion im RAF-Munitionslager Fauld
Koordinaten: 52° 50′ 51″ N, 1° 43′ 51″ W

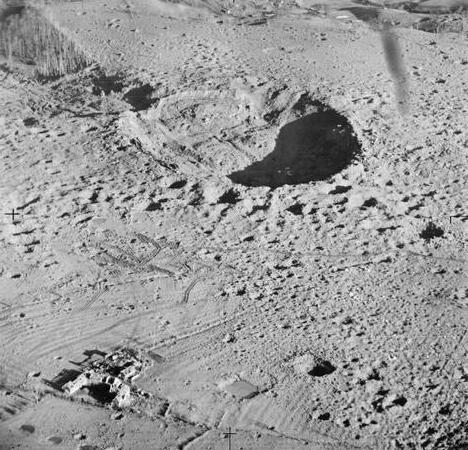
Luftbild des Explosionskraters und der unmittelbaren Umgebung, 4. Dezember 1944

Die Explosion im RAF-Munitionslager Fauld war eine Explosion in einem Munitionslager der Royal Air Force (RAF) in der Nähe von Burton upon Trent am 27. November 1944. Die Explosion war eine der größten künstlichen, nichtnuklearen Explosionen der Geschichte und die größte im Vereinigten Königreich. Zwischen 3.500 und 4.000 Tonnen Munition explodierten. Der Großteil davon waren Sprengbomben, aber auch eine große Menge anderer Munition, darunter 500 Millionen Schuss Gewehrmunition.
Über das Unglück wurde offiziell berichtet; so findet sich etwa in der deutschsprachigen Presse am 29. November 1944 eine Meldung aus Stockholm über die „größte Explosionskatastrophe des Krieges“.

## Ursache

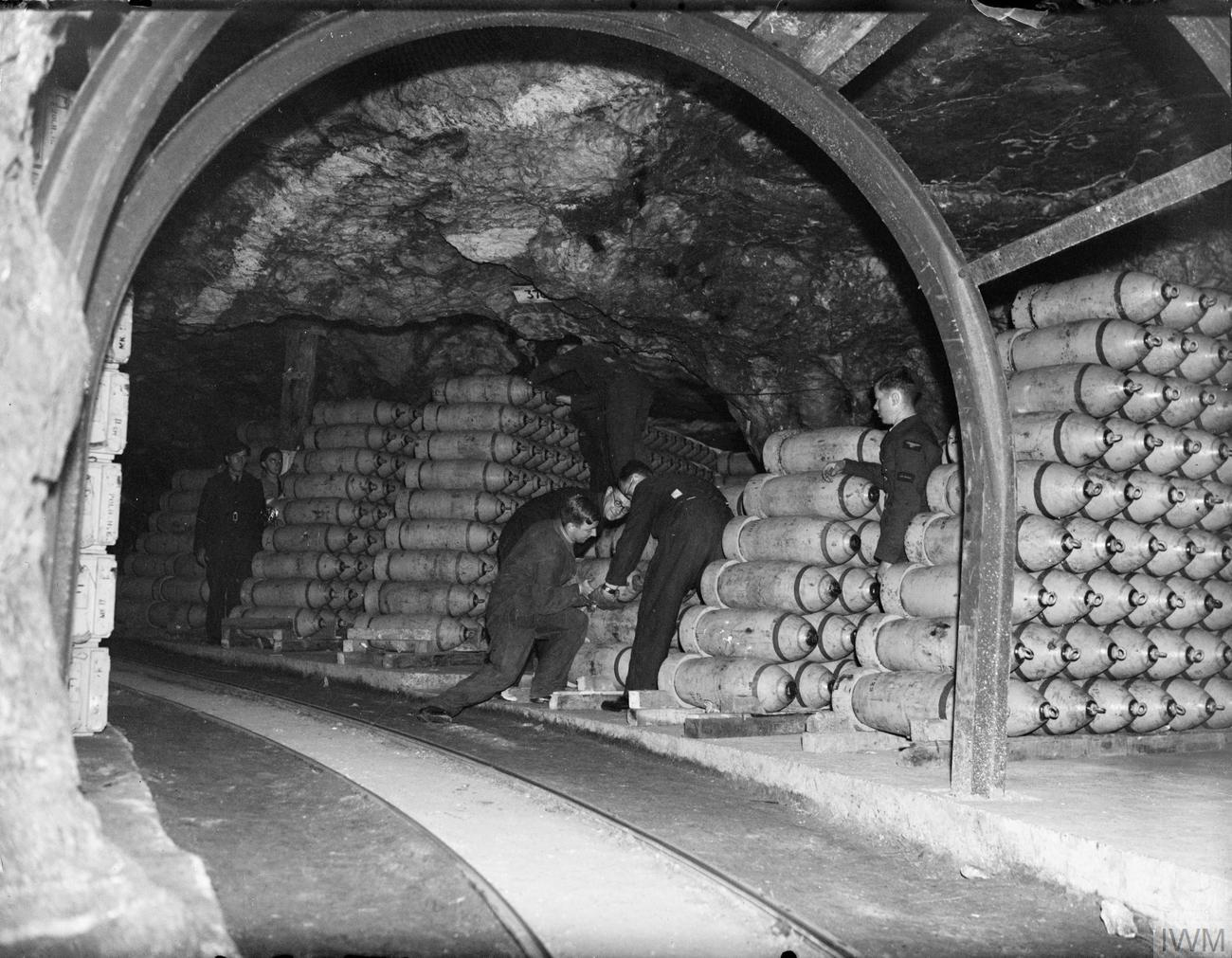
Gestapelte Bomben in einem der Tunnel des Munitionslagers

Eine Ursache für das Unglück wurde vorerst nicht angegeben. Zum Unglückszeitpunkt herrschte Personalmangel. Eine leitende Position war seit einem Jahr nicht besetzt und 189 unerfahrene italienische Kriegsgefangene arbeiteten im Lager. 1974 wurde bekannt, dass die wahrscheinlichste Ursache das Entfernen des Zünders einer Bombe mit einem Messingmeißel war. Ein Augenzeuge berichtete, er habe Arbeiter gesehen, die Messingmeißel statt der strikt vorgeschriebenen Holzwerkzeuge verwendet hätten.

## Auswirkungen
Zwei große Explosionen erschütterten am 27. November 1944 um 11:15 Uhr das Munitionslager. Augenzeugen berichteten von zwei Rauchsäulen in Form von Pilzwolken, die bis in eine Höhe von mehreren tausend Fuß reichten, und Flammen am unteren Ende der Säulen. Laut dem Bericht von Group Captain Storrar, dem Commanding Officer der Maintenance Unit No. 21, zu der das Depot gehörte, fing ein offenes Lager von Brandbomben Feuer, brannte aber ab, ohne weitere Schaden anzurichten. Etwa ein Drittel des Munitionsdepots explodierte. Gestein zwischen den Sektionen 3 und 4 verhinderte, dass das gesamte Depot erfasst wurde.
Betroffen war ein Gebiet um das Munitionslager mit einem Radius von etwa 1.300 m. Im nördlich gelegenen Gipswerk brach ein Staubecken mit 450.000 m³ Inhalt, wodurch eine Flutwelle entstand, die weitere Schäden verursachte. Die Farm Upper Castle Hayes wurde völlig zerstört, mehrere weitere Bauernhöfe stark beschädigt. Auch im nahegelegenen Dorf Hanbury gab es Schäden durch herabfallende Trümmer. Es entstand ein Krater mit einer Ausdehnung von 270 m × 213 m und einer Tiefe von 30 m.

## Opfer
Da es keine exakten Aufzeichnungen über die Anzahl der Arbeiter im Lager gibt, ist die genaue Anzahl der Toten nicht bekannt. Schätzungen gehen von etwa 70 Menschen aus, die durch die Explosion starben. Der offizielle Bericht spricht von 90 Toten, Vermissten und Verletzten. Dazu gehören:
- 26 Tote oder Vermisste im Munitionslager, verteilt auf RAF-Personal, zivile Arbeiter und einige italienische Kriegsgefangene. 5 davon starben durch giftige Gase;  10 Schwerverletzte
- 37 Tote oder Vermisste im nahegelegenen Gipsbergwerk, der zugehörigen Gipsmühle und der Umgebung; 12 Verletzte
- Möglicherweise etwa 7 Arbeiter eines nahegelegenen landwirtschaftlichen Betriebs

Zusätzlich wurden etwa 200 Rinder durch die Explosion getötet. Einige Rinder wurden aus der Umgebung gerettet, waren aber am nächsten Morgen tot.

## Folgezeit
Der größte Teil des Munitionslagers wurde durch die Explosion zerstört. Die Militäranlage wurde aber noch bis 1966 von der RAF als Munitionslager genutzt. Nach dem Rückzug Frankreichs aus der militärischen Integration der NATO im Jahr 1966 nutzte die United States Army die Anlage zwischen 1967 und 1973 für Munition, die zuvor in Frankreich gelagert worden war.
Im Jahr 1979 wurde die Unglücksstelle eingezäunt, und der Krater ist inzwischen größtenteils von Bäumen bewachsen. Das Betreten ist verboten, da sich dort noch größere Mengen nicht explodierter Munition befinden. Eine Beseitigung der Kampfmittel ist aus Kostengründen nicht vorgesehen.